# Cheshire Crossing
Cheshire Crossing è un webcomic fantasy scritto e originariamente illustrato da Andy Weir dal 2006 al 2008, e successivamente illustrato da Sarah Andersen per Tapas dal 2017 al 2019. Quest'ultima versione è stata pubblicata come graphic novel da Ten Speed Press, un marchio di Random House, nel 2019. Rappresenta una storia crossover che unisce vari personaggi di romanzi pre-esistenti, tra cui Alice, Dorothy Gale e Wendy Darling.

## Trama

### Numero 1
La storia segue le vicende di tre giovani ragazze: Alice Liddell, Dorothy Gale e Wendy Darling. Da bambine hanno vissuto separatamente delle avventure viaggiando in altri mondi (il Paese delle Meraviglie, Oz e l'Isola che non c'è); al loro ritorno non sono state credute dai genitori. Ritenute affette da "psicosi dissociativa", passano la loro infanzia in vari sanatori e ospedali psichiatrici finché, da ragazze, vengono mandate in un collegio inglese e centro di ricerca chiamato Cheshire Crossing, dove sono le uniche pazienti. Vengono accolte dalla loro nuova tutrice, Mary Poppins, e dal dottor Ernest Rutherfort, i quali credono alle loro storie e intendono analizzare i loro poteri di viaggiare in altri mondi.
Le tre ragazze hanno acquisito col tempo l'abilità di spostarsi in altri mondi autonomamente: Dorothy sfruttando le sue scarpette rosse magiche può andare ad Oz, Alice riesce a raggiungere il Paese delle Meraviglie attraverso qualsiasi superficie riflettente e Wendy può rintracciare l'Isola che non c'è. Alice ruba le scarpe di Dorothy e fugge ad Oz, portando con sé involontariamente Wendy. Giunte nel mondo magico, le due vengono captate dalla Malvagia Strega dell'Ovest, la quale invia il suo esercito di scimmie volanti per prendere le scarpe rosse; Wendy, che sa volare, salva Alice, ma le due atterrano in un campo di papaveri che fa addormentare Wendy. Alice resiste grazie alla sua alta tolleranza al laudano e fugge nel Paese delle Meraviglie attraverso uno stagno, dove si ricongiunge con lo Stregatto.

### Numero 2
Dorothy scopre da Mary Poppins che la sua capacità di viaggiare ad Oz è innata e non deriva dalle scarpe. Le due arrivano ad Oz e scoprono che la Malvagia Strega dell'Ovest è ancora viva e ha catturato Wendy.
Nel Paese delle Meraviglie, Alice viene acclamata dai ribelli per il suo precedente coraggio nell'affrontare la Regina di Cuori e li arruola per tornare a Oz a salvare Wendy. Quest'ultima è detenuta nel castello della Strega, la quale usa la ragazza per creare un portale per l'Isola che non c'è. Dorothy e Poppins, che si sono ricongiunte con Alice e i ribelli, fanno irruzione nel castello, dando inizio a un combattimento. La Strega apparentemente uccide Mary Poppins sciogliendola con dell'acqua e Dorothy, furiosa, spinge l'avversaria attraverso il portale per l'Isola che non c'è, che poi si chiude. Le ragazze raccolgono in un secchio i resti di Poppins per riportarla dal dottor Rutherford, ritenendo che possa tornare in vita come successo alla Strega. 
La Strega si risveglia sulla nave di Capitan Uncino, "l'essere più malvagio dell'Isola che non c'è", progettando con lui un'alleanza.

### Numero 3
Nel corso di un mese, Uncino e il suo equipaggio razziano i villaggi di fate sull'Isola che non c'è per consegnare le fate alla Strega; attirano Peter Pan in una trappola e la Strega lo cattura.
A Cheshire Crossing, Mary Poppins si sta lentamente riformando e Dorothy apprende di riuscire anche lei a passare attraverso gli specchi come Alice. Trilli arriva per avvisare Wendy del rapimento di Peter e delle fate, quindi lei, Dorothy e Alice accettano di andare sull'Isola per salvarli. Per far volare Dorothy e Alice, Trilli le cosparge di polvere di fata.
La Strega e Uncino si stanno avvicinando sentimentalmente, quando le ragazze arrivano e cercano di combatterli; Uncino pugnala Wendy allo stomaco e la getta in acqua, mentre Dorothy viene catturata, non prima di aver ferito la Strega e buttato le scarpe rosse in mare affinché non cadano in mano nemica. Alice è costretta a scappare nuovamente nel Paese delle Meraviglie, portando con sé Peter. I due decidono di ottenere la Spada Vorpal per combattere gli avversari, impresa resa difficile dal temibile Ciciarampa. 
Wendy viene salvata da una sirena, che recupera anche le scarpe rosse di Dorothy. Le porta alla tribù di Giglio Tigrato, che riconosce Wendy come la "madre" di Peter e guarisce la ragazza dalla sua ferita mortale. Nel Paese delle Meraviglie, Peter mangia delle bacche magiche che lo fanno crescere e inizia a esprimere attrazione sessuale verso Alice.
La Strega minaccia di torturare a morte Dorothy per vendicare la morte della sorella, ma Uncino la convince a usarla come esca per Wendy e Alice. Dorothy si teletrasporta a Oz, ma porta con sé anche l'intera nave di Uncino e le persone a bordo. Il vascello viene fatto volare dalla Strega attraverso il potere delle fate catturate.
Intanto, a Cheshire Crossing, Rutherford fa tornare Mary Poppins intera usando un cucchiaino di zucchero.

### Numero 4
Trilli libera Dorothy di nascosto e va ad avvertire il castello di Oz del ritorno della Strega con Uncino, per preparare il contrattacco. Nel Paese delle Meraviglie, Peter e Alice recuperano la Spada Vorpal e fanno ritorno ad Oz, ma Peter fatica a volare a causa del risveglio dei suoi impulsi sessuali. I due vengono catturati dalla Strega, mentre Dorothy viene salvata da Wendy.
A Cheshire Crossing, Poppins scopre che le ragazze sono scomparse e si dirige ad Oz, atterrando sulla nave di Uncino, dove attacca la Strega. Quest'ultima riesce però a tenerle testa grazie allo sfruttamento della magia delle fate rapite. Dorothy sconfigge Uncino a duello, mentre Poppins fa squadra con Trilli per sottomettere la Strega, che viene costretta a ritirarsi quando Alice libera le fate catturate. Le ragazze si ricongiungono con Poppins e Alice fa tornare Peter bambino, facendogli capire di essere innamorato di Trilli. 
Nel Paese delle Meraviglie, la Regina di Cuori scopre che Alice ha rubato la Spada Vorpal e ordina l'esecuzione della ragazza.

## Produzione
Weir disse che l'idea per il web comic le venne quando si immaginò un'interazione tra Wendy Darling e Dorothy Gale dopo aver notato che Peter e Wendy e Il meraviglioso mago di Oz erano contemporanei; successivamente, pensando ad altri bambini capaci di "viaggiare tra i mondi" nei romanzi, gli venne in mente Alice di Alice nel Paese delle Meraviglie. Decise di scrivere una storia ambientandole vari anno dopo le vicende dei romanzi sopracitati, così che le protagoniste potessero essere adolescenti temprate e disilluse da quanto vissuto piuttosto che bambine ingenue.
Nel web comic, Weir utilizzò personaggi, ambientazioni e premesse dei tre libri di partenza, aggiungendo elementi dei romanzi Mary Poppins e I viaggi di Gulliver. Definendo la sua storia "una fanfiction", la pubblicò sul suo sito web dal giugno 2006 al gennaio 2008 per numeri piuttosto che per strisce. Weir spiegò che, pur avendo il controllo totale sul processo creativo, veniva influenzato dalla sua fanbase. Si definì insoddisfatto dai propri disegni, definendo la sua arte "una schifezza totale", ma necessaria per raccontare la storia.
A causa della scarsa accoglienza ricevuta dal fumetto, dalle critiche ricevute per lo stile del disegno e dalle difficoltà nel realizzare le vignette, Weir concluse prematuramente la storia al termine del primo arco narrativo di quattro numeri. Dopo il successo ottenuto dal romanzo di fantascienza L'uomo di Marte del 2011, le opere antecedenti di Weir furono riscoperte, tra cui Cheshire Crossing, che venne pubblicata da Tapasper con nuove illustrazioni realizzate dalla professionista Sarah Andersen; Weir era un fan delle opere di Andersen, così come Andersen aveva apprezzato L'uomo di Marte. Cheshire Crossing fu pubblicato a puntate su Tapas dal 2017 al 2019 e l'opera nel suo insieme fu pubblicata come graphic novel nel 2019. A causa del copyright di P.L. Travers, il personaggio di Mary Poppins venne ribattezzato nella versione stampata "Miss Gwendolyn Poole". Anche altri nomi ed etnie dei personaggi hanno subito modifiche sul libro pubblicato. 
Weir ha espresso interesse a collaborare ulteriormente con Andersen alla produzione di un eventuale continuazione della storia.

## Adattamenti
Il 12 luglio 2019, la Penguin Random House Audio ha pubblicato un audiolibro dell'opera, con un cast corale.
Il 15 novembre 2019, è stato annunciato che Amblin Partners svilupperà un adattamento cinematografico che sarà prodotto da Michael De Luca e scritto da Erin Cressida Wilson.